# Meir ibn Gabbai
Meir ben Ezekiel ibn Gabbai (em hebraico: מאיר בן יחזקאל אבן גבאי; 1480 — depois de c. 1540) foi um rabino cabalista nascido em Espanha que aparentemente viveu no Império Otomano e possivelmente morreu em Erez (no que é hoje Israel).

## Panorama geral

### Vida
Maiores detalhes da sua vida são desconhecidos, as informações só podem ser coletadas através de seus escritos conhecidos. Por exemplo no final de Tola'at Ya'aqob, ele diz que, aos 27 anos teve que trabalhar duro para sustentar sua família.
O que se sabe ao certo é que; era um cabalista entusiástico; com domínio completo do conhecimento cabalístico, foi o primeiro em sua geração a tratar a cabalá sistematicamente. Sendo assim, considerado como o percursor de Moisés Cordovero e Isaque Luria.

### Obras
Escrita em 1507, sua primeira obra foi Tola'at Ya'aqob, uma exposição cabalística do ritual de oração.
Sua principal obra escrita entre os anos 1523 à 1531, Avodat ha-Kodesh, na qual expõe detalhadamente seu sistema cabalístico, que foi elaborada através de um estudo aprofundado de Maimônides, a fim de melhor refutá-lo, dividido em quatro partes: a. concernente à unidade de Deus; b. sobre a adoração de Deus; c. sobre o propósito do homem no universo; d. concernente e os aspectos esotéricos da Torá. Este livro foi amplamente utilizado por gerações. É o resumo mais abrangente das doutrinas da Cabalá antes da Cabalá de Safed.
Em 1539, escreveu uma exposição em defesa das Sefirot sob o título de  Derek Emunah no formato de perguntas e respostas ao seu pupilo Yosef HaLevi, que o havia questionado sobre a doutrina das sefirot, este trabalho foi baseado no trabalho de Azriel de Gerona, Perush 'Eses Sefirot ou Sha'ar ha-Sheol.
O filho de Gabbai Ḥayyim também era cabalista: e seu genro, o idoso ben Judah Falcon, publicou os dois primeiros livros de Gabbai após sua morte, o "Tola'at Ya'aḳob" com a ajuda de Abraham Reyna em Constantinopla em 1560, e " Mar'ot Elohim "em Veneza em 1567.

### Doutrina
Gabbai considerava o Zohar como sendo um Livro canônico da Cabalá, cujas opiniões dizem ser tingido de panteísmo visto que, o próprio Deus, sendo causa de todas as causas, não poderia ser concebido nem conhecido, nem podendo ser mencionado; o nome Ein Sof é um mero improviso.
Mesmo Keter Elyon, a primeira sefirá, não poderia ser concebida nem imaginada; é coeternal com Ein Sof, apenas seu efeito que é chamado nas Escrituras "Seu Nome" é revelada. Por meio dela, as outras sefirot emanaram de Deus, como sendo, as várias manifestações das quais o incognoscível se faz cognoscível. E que para elas, as orações são dirigidas, elas são planejadas, nas diferentes designações de Deus, cuja relação com elas é a mesma que a da alma com o corpo.
As outras emanações são as sete "hekalot", que procedem das sefirot, e representam de certa forma o mundo feminino em contraste com o mundo masculino das sefirot; eles são os verdadeiros vasos do desenvolvimento futuro do mundo. Essa emanação do mundo de Deus constitui a "glória de Deus". A consciência da dependência de Deus, com o empenho em direção a Ele para se unir e tornar-se uno com Ele, e assim reconhecer Sua unidade e efetuar sua realização, é o "yiḥud", "a união consciente com Deus", que é o objetivo final do mundo.
O homem, um reflexo do mais alto "hekal", une em sua alma os raios de todas as sefirot, em si mesmo, em geral, como microcosmo, todos os elementos básicos do ser. Sua alma, portanto, está em conexão com o mundo superior, que é capaz de influenciar e estimular por suas ações e aspirações; porque tudo o que acontece neste mundo atinge círculos em forma de ondas para as regiões mais altas. Reconhecendo e cumprindo os preceitos religiosos e morais, o homem promove a harmonia e a união dos vários graus de criaturas e consegue executar sua tarefa na vida — a criação do "yiḥud".